# Wiki Loves Monuments
Wiki Loves Monuments é um concurso fotográfico realizado anualmente, organizado por voluntários da comunidade da Wikimedia, e focado no património edificado e monumentos históricos dos países e regiões participantes. As fotos participantes são carregadas no Wikimedia Commons. As fotos carregadas podem, então, ser utilizadas em outros projetos da Wikimedia, como a Wikipédia.
A primeira edição do concurso ocorreu em 2010, nos Países Baixos. Segundo o Livro Guinness dos Recordes, a edição de 2012, decorrente a nível europeu, foi o maior concurso fotográfico do mundo. A edição de 2012 contou com a participação de 35 países, de todo o mundo.

## História
O Wiki Loves Monuments é o sucessor do Wiki Loves Art, que ocorreu nos Países Baixos em 2009. O concurso para Rijksmonuments (holandês para monumentos nacionais) encorajava fotógrafos a buscar Patrimônios Nacionais Holandeses. Os Rijksmonuments incluem edifícios e objetos de interesse geral reconhecidos por sua beleza e/ou importância cultural e científica. Tais monumentos, como os x, o Palácio Noordeinde e as casas ao longo do canal de Amsterdã foram alguns dos monumentos que compõem as mais de 12.500 fotografias submetidas durante o primeiro evento.
O sucesso gerou interesse de outros países europeus e através de uma colaboração com o European Heritage Days e a ajuda de capítulos Wikimedia locais 18 países participaram da competição em 2011, carregando quase 170 mil imagens. O Guinness World Records reconhece a edição de 2011 do Wiki Loves Monuments como a maior competição fotográfica do mundo com 168.208 fotografias carregadas ao Wikimedia Commons por mais de 5 participantes. Uma fotografia da Romênia ganhou o primeiro prêmio internacional aquele ano.

## Fotografias vencedoras

### Brasil
| Fotografia | Ano             | Fotógrafo(a)                    | Monumento                           | Local                          |
| ---------- | --------------- | ------------------------------- | ----------------------------------- | ------------------------------ |
|            | WLM Brasil 2015 | Andre Yabiku                    | Igreja de São Francisco de Assis    | Mariana, Minas Gerais          |
|            | WLM Brasil 2016 | Gastão guedes                   | Palácio do Planalto                 | Brasília, Distrito Federal     |
|            | WLM Brasil 2017 | Plínio Daniel Lins Brandão Veas | Centro histórico de Ouro Preto      | Ouro Preto, Minas Gerais       |
|            | WLM Brasil 2018 | Jorge Sato                      | Cristo Redentor                     | Rio de Janeiro, Rio de Janeiro |
|            | WLM Brasil 2019 | Donatas Dabravolskas            | Aqueduto da Carioca                 | Rio de Janeiro, Rio de Janeiro |
|            | WLM Brasil 2020 | Francisco Saldanha              | Museu Nacional da República         | Brasília, Distrito Federal     |
|            | WLM Brasil 2021 | Donatas Dabravolskas            | Monumento a Carlos Drummond Andrade | Rio de Janeiro, Rio de Janeiro |
|            | WLM Brasil 2022 | Dasfour2022                     | Palácio do Supremo Tribunal Federal | Brasília, DF                   |

### Portugal
| Fotografia | Ano               | Fotógrafo(a)            | Monumento                 | Local                                |
| ---------- | ----------------- | ----------------------- | ------------------------- | ------------------------------------ |
|            | WLM Portugal 2011 | João Martinho           | Ruínas da Igreja do Carmo | Lisboa, Distrito de Lisboa           |
|            | WLM Portugal 2018 | Pedro J Pacheco         | Elevador da Bica          | Lisboa, Distrito de Lisboa           |
|            | WLM Portugal 2019 | Rodrigo Tetsuo Argenton | Padrão dos Descobrimentos | Lisboa, Distrito de Lisboa           |
|            | WLM Portugal 2020 | José Manuel Costa       | Convento do Carmo         | Lisboa, Distrito de Lisboa           |
|            | WLM Portugal 2021 | T meltzer               | Ponte de D. Luís          | Vila Nova de Gaia, Distrito do Porto |